# Tuszyny (Koronowo)
Tuszyny (niem. Tuschina) – część miasta Koronowo, w Polsce, nad Zalewem Koronowskim, w województwie kujawsko-pomorskim, w powiecie bydgoskim, w gminie Koronowo.
W latach 1975–1998 była miejscowością, która administracyjnie należała do województwa bydgoskiego.
Położony w jej pobliżu most drogowy na Zalewie Koronowskim w ciągu drogi krajowej nr 56 powstał w 1957.